# الوحدوية الإسبانية
الوحدوية الإسبانية هي مصطلح تستخدمه حركات القومية الباسكية وحركة الاستقلال الكاتالونية للإشارة إلى الموقف السياسي الذي يعارض حركة الاستقلال الكاتالونية ويفضل استمرارية مملكة إسبانيا كدولة قومية واحدة موحدة. 
تم استخدام تعبير الوحدوية الإسبانية في وقت مبكر من مارس 2009 في سياق حركة الاستقلال الكاتالونية. يمكن العثور على مثال لاستخدامه من قبل قومية الباسك في أبريل 2009.
إن تبني مصطلح الوحدوية في السياق الإسباني واستخدامه المحمّل ذو الدلالة السلبية يتعلق بمحاولات استخلاص التشابه مع الحركة البرتقالية من الحركة الاتحادية في أيرلندا.
تعتبر الأحزاب الباسكية والقومية الكتالونية الوحدوية الإسبانية كأيديولوجية سياسية تحددها إنكارها لممارسة حق تقرير المصير للقوميات الطرفية لإسبانيا أو أحيانًا بالدفاع البسيط عن إسبانيا كأمة. لذلك، تم تطبيق التسمية إلى أحزاب مثل الحزب الشعبي، والحزب الاشتراكي العمالي الإسباني (ومع ذلك، في بعض الأحيان يعتبر الحزب العمالي الاشتراكي أكثر تعاطفًا مع الحركات القومية في اسبانيا)، وحزب الاتحاد والتقدم والديمقراطية، وحزب المواطنين-حزب المواطن.